# CAPTAINアリス

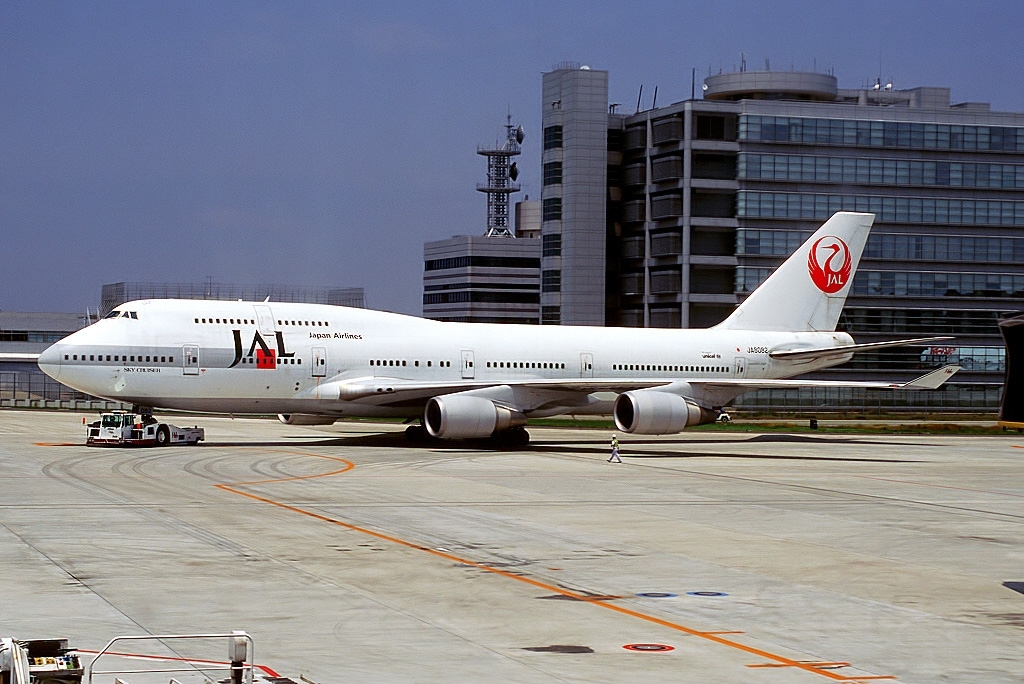
本作に多数登場するボーイング747-400（写真は日本航空の機体であり、作中の日本空船とは関係ない）

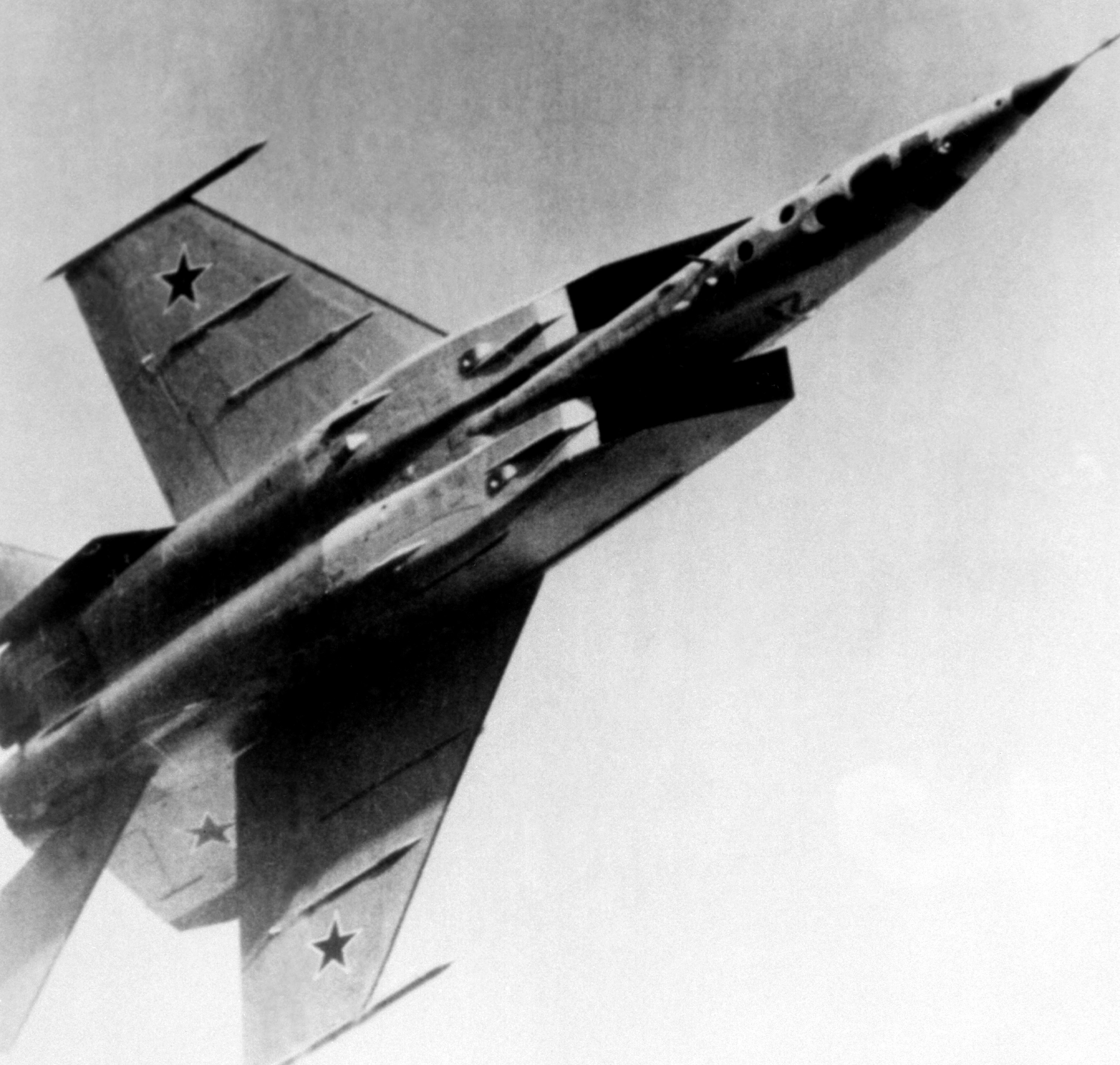
本作で亡命に使用されるMiG-25迎撃戦闘機

『CAPTAINアリス』（キャプテンアリス）は、高田裕三による日本の漫画作品。2009年11号から2013年11号まで青年漫画誌『イブニング』（講談社）にて連載。企画協力として作家の里見蘭の名が表記されている。

## 概要
アクシデントに見舞われやすい主人公・長谷川ありすとその他航空関係の面々が繰り広げる航空会社にあるまじき波乱万丈の日常を、航空業界の実情にフィクションを交えながら描く作品。一部のエピソードにおいて、国の政治や外交に対する風刺描写が盛り込まれている。

## あらすじ
アンカレジでの事故調査と入社式のために羽田空港にやってきたありすであったが、そこで宇崎慧が事故に遭う飛行機が予知できること、その事故にチームガーディアンという組織で対応すること、ありすもその一員として招聘されたことを知らされる。にわかに信じがたい話であったが、事故調査委員会の聴取中に予知どおりアクシデントが発生したことを知り、事故調査の対象であったボーイング777Fで救援に向かう。

一方、アクシデントの発生したボーイング747-400の機長を務める金蚕は、コンピュータ系のトラブルでオートパイロットの停止や予備計器の故障等次々と起こるトラブルに対応していた。そこにありすの搭乗する777Fが合流しTCAS（衝突防止警報システム）を利用して金蚕機の誘導を行うことを試みる。
その誘導にぴったりついてくる金蚕の操縦技術にありすは、父と同じものを感じ金蚕に惹かれていく。

## 登場人物

### 日本空船（ASJ）関係者
長谷川 ありす（はせがわ ありす）
本作の主人公。日本空船（『AIR SHIP JAPAN』 略して『ASJ』もしくは『ASジャパン』）の子会社である日本空船貨物の副操縦士。その後、ASジャパンに移籍し、“チーム ガーディアン”メンバーの1人となる。
ボーイング777F（貨物型）の他、737/747/767、エアバスA330、ボンバルディア（機種不明）の操縦資格も取得している。
26歳独身。アメリカ人とのクオーターであり、皆からは「アリス」と呼ばれる。臨時で搭乗した便でことごとくアクシデントが発生するが、ありす本人は動じるどころかハイテンションになり、不気味な笑い声を上げつつピンチをチャンスとばかりに張り切る。
天才的パイロットだった父にみっちり仕込まれた技術は常識に囚われない破天荒なものだが、しばしば口にする「私のシップでは誰もあの世に行かせない」の言葉通り、どんな状況でも生還を諦めない。
極度のファザコンであり、年上の腕のいいパイロットには弱い模様。作中において上司である金蚕に惹かれていく。
1stアクシデントでの強行ランディングから“アラスカの暴君”というあだ名をつけられた。
宇崎 慧（うざき けい）
日本空船社長の息子（養子）。複雑な家庭環境を持ち、母親はCAだったが事故で死亡しており、後に宇崎家に引き取られる。
『事故を起こす飛行機がブレて見える』という特殊な力を持ち、そのブレ具合などからかなり詳細に日時を絞り込める。
“チーム ガーディアン”はそもそもこの非科学的な能力を生かして事故を未然に、そして出来る限り軽微に抑えるために結成されたもの。
3rdアクシデントにてありすと心を通わせ、ほのかな思いを抱く。
金蚕 遼司（かねこ りょうじ）
日本空船のボーイング747-400の機長。“チーム ガーディアン”メンバーの1人。
35歳独身。女性に弱くセクハラ的言動もしばしばだが、いざと言うときには締める男。そのゴツい風貌からありすには「ゴリラ」「類人猿」などと揶揄されるが、操縦技術はありすの父・ジャックに匹敵するほどであり、ありすを大興奮させた。
父もジャンボの機長、母はCAだったがある事故にて共に死亡している。世間から「大事故を起こした男の息子」として晒されるが、その逆境をバネに上り詰めた筋金入りのたたき上げである。
貴代 聡（きしろ あきら）
日本空船で33年飛んでいた元パイロット。“チーム ガーディアン”の責任者。
“ガーディアン”のメンバーを束ね、慧の予見による飛行機事故の未然防止に全力を注ぐ。なお、ありすの父親であるジャックとは知り合いであり、図らずもジャックが日本を去るきっかけを作ってしまった過去がある。
円旗（まどはた）
日本空船のボーイング747-400の機長。“チーム ガーディアン”メンバーの1人。
冷静沈着な性格であり、常に「美しいフライト」を目指す。当初はありすの操縦技術を見下していたが、非常時におけるありすの行動を垣間見る中でありすの能力を認めていく。なお、円旗の父もジャンボの航空機関士だったが金蚕の両親と同様に事故で死亡しており、自身も金蚕とは中学時代からの付き合い。
宇崎 大吾（うざき だいご）
日本空船代表取締役社長を務める慧の父親。
丸菱銀行の役員であり、経営赤字状態の日本空船を立て直すために社長として出向している。
川津 守（かわづ まもる）
日本空船のボーイング747-400の副操縦士。“チーム ガーディアン”メンバーの1人。
金蚕と共に行動しており、若干気弱な性格の青年。実家は老舗の温泉旅館であり、ガーディアンメンバーを招待したこともある。語学に堪能であり、英語・フランス語・ロシア語・中国語・ポルトガル語を話すことができる。
蟇目 らぶ（ひきめ らぶ）
日本空船の客室乗務員。“チーム ガーディアン”メンバーの1人。
29歳独身。当初はありすのことを煙たがっていたが4thアクシデントを契機に仲良くなり、何かとありすの恋愛事情についてお節介を焼いてくる。ちなみに沖縄空手の有段者。
初川 スミエ（はつかわ スミエ）
日本空船の客室乗務員。“チーム ガーディアン”メンバーの1人。
36歳独身。チーフパーサーとしてガーディアンのCAを取り仕切り、乗客の安全確保に努める。
青木 治虫（あおき おさむ）
日本空船のボーイング777の機長。“チーム ガーディアン”メンバーの1人。
表情に乏しく口数も少ないが、根はやさしい。なお俳句が趣味であり、自身の考えは大抵俳句にして述べている。
志井 猛男（しい たけお）
日本空船のボーイング777の機長。“チーム ガーディアン”メンバーの1人。
スキンヘッドが特徴的な青木の交代要員。おネエ言葉で話し、周囲への気遣いも忘れない人徳者である。
大原（おおはら）
日本空船貨物のボーイング777の機長。
33年間無事故無違反のベテランパイロットであるが、1stアクシデントにて負傷したため操縦を同乗していたありすに任せる。

### ありすの関係者
ジャック 門邦（ジャック かどくに）
ありすの父親で日米のハーフ。
元は日本新空のエースパイロットであったが、ある事件から日本を追い出されありすを連れて渡米。カリフォルニアのパイロットスクールにて教鞭をとった後、アラスカ・フェアバンクスにてブッシュパイロット（山岳等における軽飛行機パイロット）として生計を立てる傍ら、ありすにあらゆる飛行機の操縦技術を叩き込む。
7年前、マッキンリー山における事故にて消息不明となる。絶望的な状況での消息不明だったが、実は生存していた。
長谷川 鏡華（はせがわ きょうか）
ありすの母親。
東京・巣鴨にて、父や兄と共に和菓子屋『長谷川庵』を営む。夫の経緯からパイロットの仕事に好印象を持っておらず、早くありすが引退することを願っている。
ボブ・ハンプティ
アラスカのブッシュパイロット。ベトナム戦争からの帰還兵。
アラスカに移住してきたありす親子にブッシュパイロットの仕事の厳しさを教える。話す言葉は、英語でも日本語でも関西弁。
ランディ
アラスカのブッシュパイロット。
かなりのお調子者であるが、腕は確かなパイロット。ボブと同じくベトナム戦争からの帰還兵であり、バーモントには別居中の妻子がいる。愛機は「レッドR号」。

### その他
童藤（どうとう）
国土交通省運輸安全委員会航空事故調査官。
愛煙家のため、大の飛行機嫌い。

## 書誌情報
- 高田裕三 『CAPTAINアリス』 講談社〈イブニングKC〉、全10巻
  1. 2009年10月23日発売、ISBN 978-4-06-352285-3
  2. 2010年4月23日発売、ISBN 978-4-06-352304-1
  3. 2010年10月22日発売、ISBN 978-4-06-352326-3
  4. 2011年3月23日発売、ISBN 978-4-06-352355-3
  5. 2011年7月22日発売、ISBN 978-4-06-352373-7
  6. 2011年12月22日発売、ISBN 978-4-06-352395-9
  7. 2012年5月23日発売、ISBN 978-4-06-352417-8
  8. 2012年10月23日発売、ISBN 978-4-06-352435-2
  9. 2013年3月22日発売、ISBN 978-4-06-352450-5
  10. 2013年8月23日発売、ISBN 978-4-06-352476-5